# Phyllocnistis cirrhophanes
Phyllocnistis cirrhophanes är en fjärilsart som beskrevs av Edward Meyrick 1915. Phyllocnistis cirrhophanes ingår i släktet Phyllocnistis och familjen styltmalar. Inga underarter finns listade i Catalogue of Life.